# VII. Sesonk
VII. Sesonk vagy Hedzsheperré Szetepenré (? – 740/730 körül) egyiptomi fáraó, a XXIII. dinasztia egyik utolsó királya. 

## Élete
Keveset tudni róla. Valószínűleg III. Takelot és Rudamon után lépett trónra i. e. 755 körül. Uralkodásának pontos hossza nem ismert, különböző becslések vannak rá mintegy 5 és 25 év között, utóbbi szerint i. e. 730 körülig uralkodhatott. Mivel uralkodása gyengén dokumentál, egyes tudósok létezését is megkérdőjelezik, míg más szakértők, pl. Gerard Broekman és Kenneth Kitchen bizonyítottnak látják uralkodását. 
Uralkodásával párhuzamosan emelkedett fel a XXV. dinasztia Piye fáraóval.
Utóda Ini lehetett, bár az előbbiek alapján némelyek Rudamon közvetlen utódjának tartják Init.